# Ретт, Алисия
Алисия Ретт, в оригинале Элиша Ретт (англ. Alicia Rhett; 1 февраля 1915 — 3 января 2014) — американская художница и актриса, известная по своей единственной кинороли Индии Уилкс в фильме «Унесённые ветром» (1939).

## Биография
Алисия Ретт родилась в городе Саванна, штат Джорджия. Её мать, Изабелль Мёрдок, была родом из Англии, а отец, Эдмонд М. Ретт, был военным офицером. После гибели отца в Первой мировой войне она с матерью перебралась в город Чарльстон, Южная Каролина, где позже она стала актрисой местного театра.
В 1936 году, во время выступлений в спектакле «Веер леди Уиндермир», её заметил голливудский режиссёр Джордж Кьюкор, который намерился взять её на роль Скарлетт О’Хары в экранизации романа Маргарет Митчел «Унесённые ветром». Но эту роль Алисия Ретт так и не получила, как впрочем и роль Мелани Гамильтон, на которую она также пробовалась. В итоге в марте 1937 года её утвердили на небольшую роль Индии Уилкс, сестры Эшли Уилкса.
Несмотря на невиданный успех «Унесённых ветром», Ретт покинула Голливуд, потому что новых ролей ей так и не предложили, и вернулась в Чарльстон, где вскоре стала педагогом по постановке правильной речи для многих актёров и дикторов на радио. В течение долгих лет после окончания съемок «Унесённых ветром» она поддерживала дружеские отношения с Оливией де Хэвилленд, исполнительницей роли Мелани Гамильтон.
Ещё до начала своей актёрской карьеры Алисия Ретт хорошо себя показала как художница-портретистка. После завершения актёрской карьеры она вновь вернулась к этому занятию, а также неоднократно принимала участие в иллюстрировании многих книг.
До своей смерти Алисия Ретт являлась старейшей из основного актёрского состава фильма «Унесённые ветром»
Ретт скончалась 3 января 2014 года от естественных причин в одном из домов престарелых Чарльстона, в котором она проживала последние годы. Похоронена рядом со своими родителями, на большом гранитном надгробии написано её имя, дата рождения и смерти, а также простое описание «Дочь Эмунда и Изабель Ретт, портретистка».